# Медзана Рабатоне
Медза̀на Рабато̀не (на италиански: Mezzana Rabattone, на местен диалект: Msana, Мъсана) е село и община в Северна Италия, провинция Павия, регион Ломбардия. Разположено е на 68 m надморска височина. Населението на общината е 473 души (към 2017 г.).